# Enzisweiler (stacja kolejowa)
Enzisweiler - stacja kolejowa w Enzisweiler (gmina Bodolz), w kraju związkowym Bawaria, w Niemczech.
| Enzisweiler                             |  |                                   |
| Linia Bodenseegürtel                    |  |                                   |
| Wasserburg am Bodenseeodległość: 1,9 km |  | Lindau-Aeschach odległość: 1,6 km |